# Sommer-Paralympics 2008/Teilnehmer (Ungarn)
| stlisierte Goldmedaille | stlisierte Silbermedaille | stlisierte Bronzemedaille |
| ----------------------- | ------------------------- | ------------------------- |
| 1                       | —                         | 5                         |

Ungarn nahm mit 33 Sportlern an den Sommer-Paralympics 2008 im chinesischen Peking teil.
Fahnenträgerin bei der Eröffnungsfeier war die Rollstuhlfechterin Judit Palfi. Den größten Erfolg feierte der Schwimmer Tamas Sors mit einer Gold- und zwei Bronzemedaillen.

## Teilnehmer nach Sportarten

### Boccia
Männer
- Dezso Beres
- Jozsef Gyurkota

### Judo
Frauen
- Nikolett Szabó

Männer
- Gábor Papp
- Gábor Vincze

### Powerlifting (Bankdrücken)
Männer
- Sandor Sas
- Csaba Szavai

### Rollstuhlfechten
Frauen
- Gyöngyi Dani
- Veronika Juhász
- Zsuzsanna Krajnyák
- Judit Palfi

Männer
- Gábor Horváth
- Gyula Mato
- Pal Szekeres, 1×  (Florett, Klasse B)

### Rollstuhltennis
Männer
- Laszlo Farkas
- Csaba Prohaszka

### Rudern
Männer
- Tibor Serenyi

### Schießen
Männer
- Gyula Gurisatti

### Schwimmen
Frauen
- Dorottya Baka
- Katalin Engelhardt
- Fanni Illes
- Gitta Raczko, 1×  (100 Meter Brust, Klasse SB5)
- Diana Zambo

Männer
- Janos Becsey
- Zoltan Bencsura
- Ferenc Csuri
- Ervin Kovacs
- Tamas Sors, 1×  (100 Meter Schmetterling, Klasse S9), 2×  (100 Meter + 400 Meter Freistil, Klasse S9)
- Zsolt Vereczkei, 1×  (50 Meter Rücken, Klasse S5)

### Segeln
Männer
- Zoltan Pegan

### Tischtennis
Männer
- Dezso Berecki
- Andras Csonka
- Gyula Zborai